# Grab amerykański
Grab amerykański (Carpinus caroliniana Walter) – gatunek średniej wielkości drzewa liściastego z rodziny brzozowatych (Betulaceae) (we współczesnych systemach APG, w innych ujęciach w rodzinie leszczynowatych). Występuje w Ameryce Północnej, na wschodzie Kanady oraz na południowym wschodzie Stanów Zjednoczonych.

## Morfologia

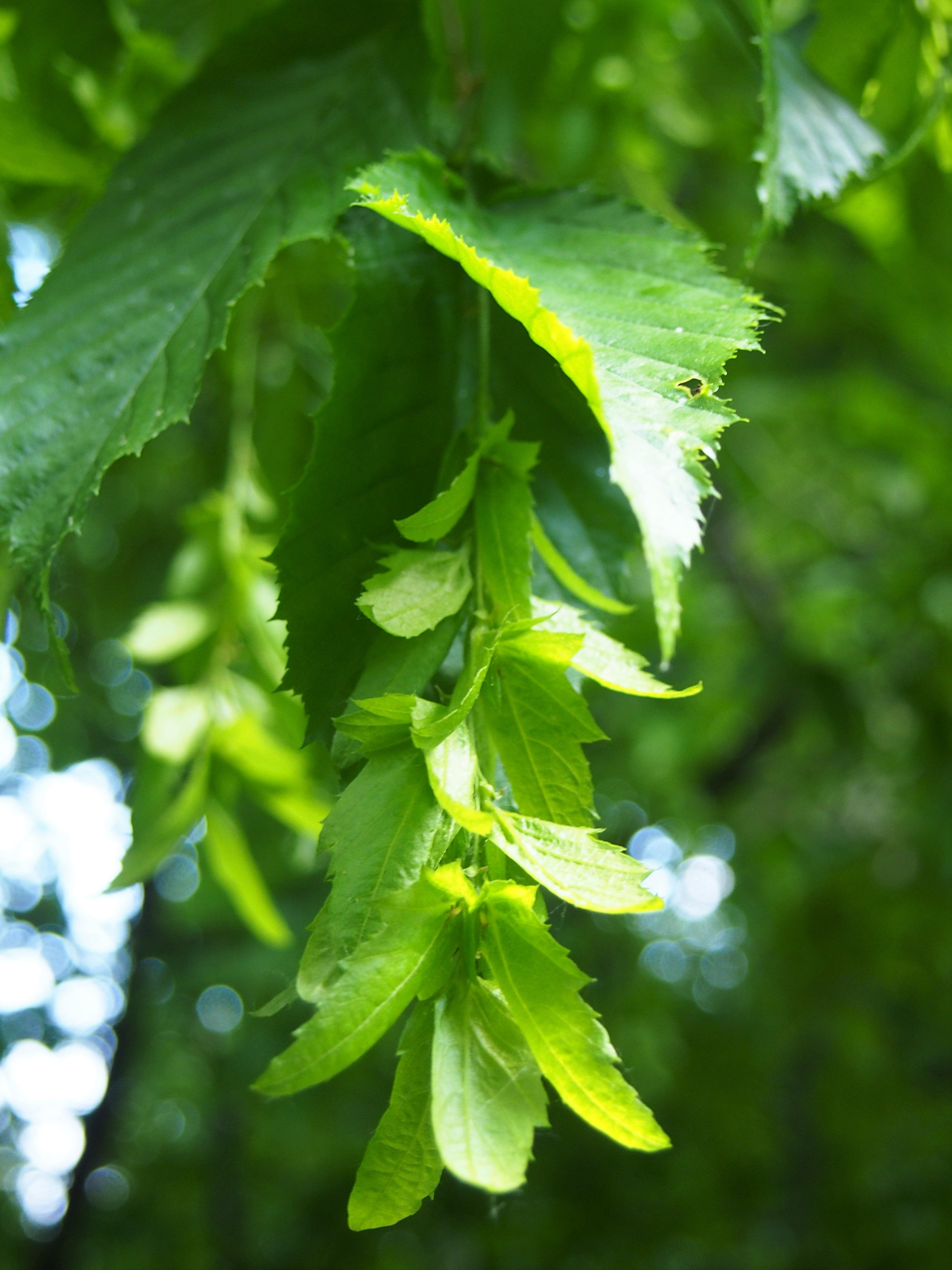
Owoce

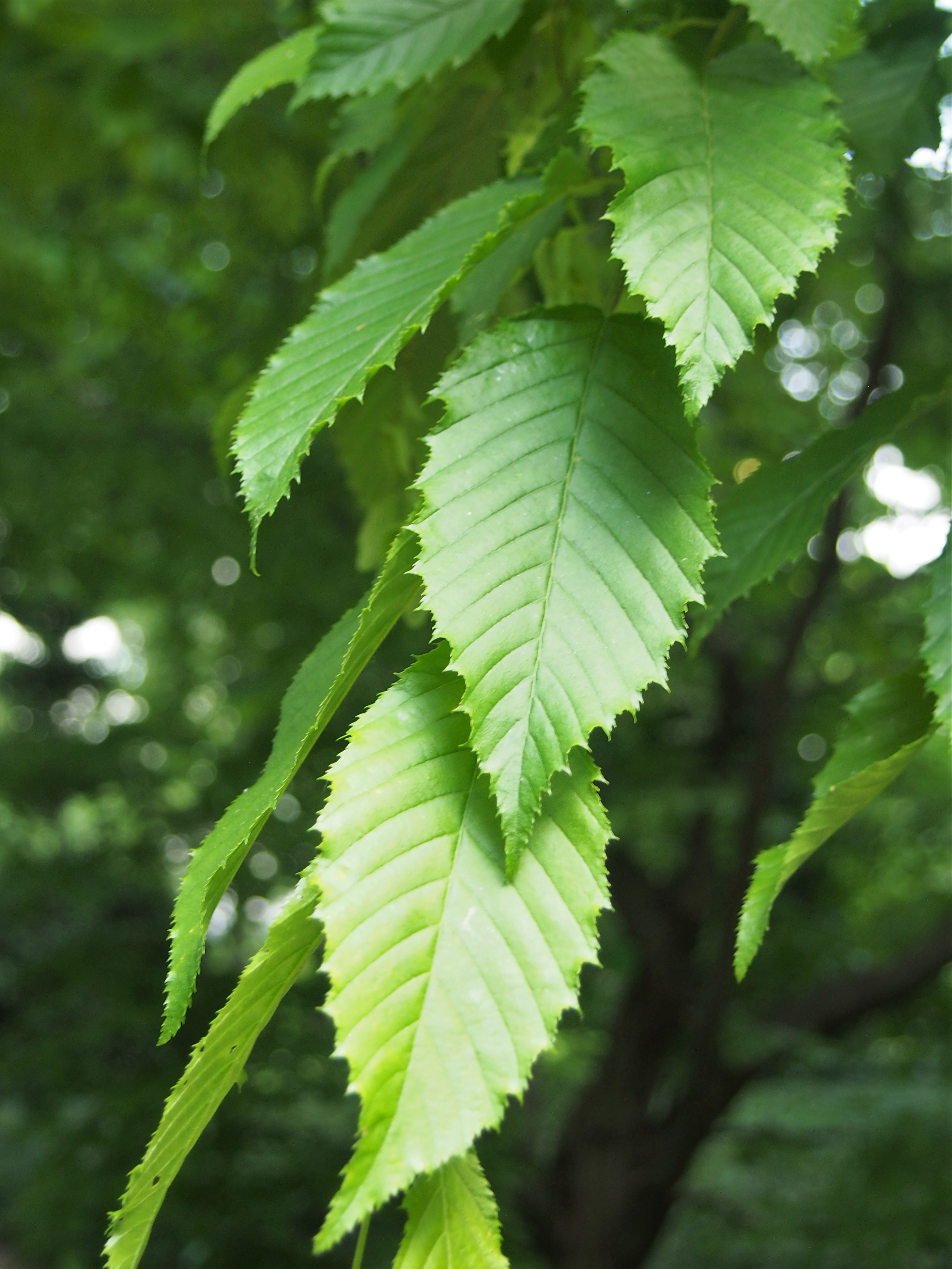
Liście

PokrójRozłożysty szeroki. Dorasta do 10 m wysokości. Często pokrzywiony. Korona rozpostarta.
KoraStalowoszara, gładka. U starych osobników może być bruzdowana.
LiścieJajowate lub eliptyczne, do 6 cm długości. Podwójnie ząbkowane, zaostrzone. Na wyraźnym unerwieniu może występować drobne owłosienie. Po obu stronach ciemnozielone, jesienią przebarwiają się na pomarańczowo, purpurowo lub czerwono.
KwiatyRoślina jednopienna, kwitnąca wiosną i wiatropylna. Kotki żeńskie zielone, mniejsze od męskich, osadzone na wierzchołkach pędów.
OwocOrzeszki z dwu lub trójklapowymi skrzydełkami, zebrane w zwisające owocostany.

## Biologia i ekologia
Nie jest często sadzony, lecz pod względem estetyki liści oraz barw jesiennych przewyższa swojego europejskiego kuzyna. Rdzenni Amerykanie używali tego gatunku grabu przy wielu schorzeniach.
Podgatunki:
- Carpinus caroliniana subsp. caroliniana
- Carpinus caroliniana subsp. virginiana[6]